# コーンヘッズ (映画)
『コーンヘッズ』（Coneheads）は、1993年に製作されたスティーブ・バロン監督、ダン・エイクロイド主演のSFコメディ映画。

## 概要
もともと人気テレビ番組の『サタデー・ナイト・ライブ』のコーナーから生まれたキャラクターのコーンヘッズがそのままダン・エイクロイド、ジェーン・カーティン主演で映画化された本作。監督にはアイルランド出身の映画監督スティーブ・バロンが抜擢された。サタデー・ナイト・ライブ関連ということで、多くのSNLのレギュラーだった、アダム・サンドラー、デヴィッド・スペード、クリス・ファーレイなどが出演しており、コメディを盛り上げてくれている。移民国家であるアメリカならではの問題を痛烈に皮肉った部分もあり、全体的にユーモラスな仕上がりになっている。

## あらすじ
ある夜、遥か26光年も離れたレミュラク星からやって来た宇宙人夫婦、ベルダー（ダン・エイクロイド）、プライマート（ジェーン・カーティン）の乗った宇宙船が不時着する。彼らの目的は地球征服に備えた偵察だった。宇宙船も故障しており、迎えが来るまで地球に潜伏することを余儀なくされたベルダーとプライマートは、手先の器用さが買われて運良く電器修理工の仕事を得る。見事な手さばきで仕事をこなし、雇い主のオットー（シンバッド）からも絶大の信頼を得たベルダーは、オットーの計らいにより違法に米国籍も入手。地球人になりすましてうまくことが進み始めたかと思いきや、移民局の捜査官であるシードリング（マイケル・マッキーン）から目をつけられて右往左往するはめに。
うまくシードリングの追跡を逃れてから数年。二人の間に長女コニーも生まれ、18年経ったころにはコニー（ミシェル・バーク）もいつしか男の子を気にする年頃に。そのうち自動車修理工場に働くロニー（クリス・ファーレイ）という恋人も出来たコニーだったが、父であるベルダーは厳しい視線でそれを眺めていた。しかし何はともあれ、勤勉さのおかげで静かな郊外に一軒家も持ち、人並みの暮らしを得たコーンヘッド一家。だが再び捜査を開始したシードリングの執拗な追跡に苛まれることになる。

## キャスト
| 役名                         | 俳優                                      | 日本語吹替 |
| ---------------------------- | ----------------------------------------- | ---------- |
| ベルダー・コーンヘッド       | ダン・エイクロイド                        | 池田勝     |
| プライマート・コーンヘッド   | ジェーン・カーティン                      | 小宮和枝   |
| コニー・コーンヘッド         | ミシェル・バーク                          | 池本小百合 |
| ゴーマン・シードリング       | マイケル・マッキーン                      | 小島敏彦   |
| イーライ・ターンブル         | デヴィッド・スペード                      | 家中宏     |
| ロニー・ブラッドフォード     | クリス・ファーレイ                        | 西村知道   |
| ラリー・ファーバー           | ジェイソン・アレクサンダー                | 星野充昭   |
| リサ・ファーバー             | リサ・ジェーン・パースキー                | 沢海陽子   |
| カーマイン・ウェイナー       | アダム・サンドラー                        | 藤原啓治   |
| ハイマスター                 | デイヴ・トーマス                          | 麦人       |
| マーラックス                 | フィル・ハートマン                        | 水野龍司   |
| オットー                     | シンバッド                                | 中多和宏   |
| モーテル・クラーク           | マイケル・リチャーズ                      | 立木文彦   |
| 歯科医                       | ジョン・ロヴィッツ                        | 辻親八     |
| 上院議員                     | ケヴィン・ニーロン                        |            |
| ゴルファー                   | トム・アーノルド                          | 立木文彦   |
| コーチ                       | エレン・デジェネレス                      | 沢海陽子   |
| ステファニー                 | パーカー・ポージー                        |            |
| 校長                         | ジュリア・スウィーニー                    | 定岡小百合 |
| ラータ                       | ラレイン・ニューマン                      |            |
| タクシーの乗客               | ドリュー・キャリー                        | 辻親八     |
| スポック（アーカイブ映像）   | レナード・ニモイ （ノンクレジット）       | 麦人       |
| カーク船長（アーカイブ映像） | ウィリアム・シャトナー （ノンクレジット） | 小島敏彦   |

## スタッフ
- 監督：スティーブ・バロン
- 製作：ローン・マイケルズ
- 脚本：トム・デイヴィス、ダン・エイクロイド、ボニー・ターナー、テリー・ターナー
- 音楽：デヴィッド・ニューマン
- 撮影：フランシス・ケニー
- 編集：ポール・トレホ